# 15 maj
15 maj är den 135:e dagen på året i den gregorianska kalendern (136:e under skottår). Det återstår 230 dagar av året.

## Återkommande bemärkelsedagar

### Nationaldagar
- Paraguays nationaldag (till minne av självständigheten från Spanien 1811; firandet inleds redan dagen före, som är den paraguayanska flaggans dag)

### Festdagar
- Romerska riket: Mercuralia (högtid för guden Mercurius firad av köpmän, eftersom han var köpmännens och handelns gud)

### Temadagar
- Internationella familjedagen

## Namnsdagar

### I den svenska almanackan
- Nuvarande – Sofia och Sonja
- Föregående i bokstavsordning
  - Halvard – Namnet fanns på dagens datum före 1598, då det utgick till förmån för Sofia. 1901 infördes det på 14 maj, där det fanns fram till 1993, då det utgick. 2001 återinfördes det dock på 14 maj. Därmed var dagen i gamla tider känd som Halvardsmässa.
  - Sia – Namnet infördes på dagens datum 1986, men utgick 1993.
  - Sofia – Namnet har funnits här sedan 1598 och har inte flyttats. Det fanns där till minne av en romersk martyr, som ska ha avrättats år 137 tillsammans med sina döttrar Fides, Spes och Charitas. Eftersom de fyra namnen betyder visdom, tro, hopp och kärlek anser forskarna idag att martyrerna saknar verklighetsbakgrund och endast är en legend.
  - Sofie – Namnet infördes på dagens datum 1986, men utgick 1993.
  - Sonja – Namnet infördes 1986 på 29 november. 1993 flyttades det till dagens datum och har funnits där sedan dess.
- Föregående i kronologisk ordning
  - Före 1598 – Halvard
  - 1598–1901 – Sofia
  - 1901–1985 – Sofia
  - 1986–1992 – Sofia, Sia och Sofie
  - 1993–2000 – Sofia och Sonja
  - Från 2001 – Sofia och Sonja
- Källor
  - Brylla, Eva (red.): Namnlängdsboken, Norstedts ordbok, Stockholm, 2000. ISBN 91-7227-204-X
  - af Klintberg, Bengt: Namnen i almanackan, Norstedts ordbok, Stockholm, 2001. ISBN 91-7227-292-9

### Finlandssvenska almanackan
- Nuvarande från 2020[1] – Sofia, Sonja, Sofie
- I föregående revideringar[a][2]
  - 1929–1949 – Sofia
  - 1950–2004 – Sofia, Sonja
  - 2005–2019 – Sofia, Sofie, Sonja

### I den norska almanackan
- Halvardsmesse

## Händelser
- 495 f.Kr. – Ett tempel till guden Mercurius ära invigs på Circus Maximus mellan kullarna Aventinen och Palatinen i Rom. Den 15 maj firas sedan Mercuralia i Rom till gudens ära.
- 1525 – Hertig Georg av Sachsen och greve Filip av Hessen leder en furstlig armé, som besegrar en bondehär i slaget vid Frankenhausen, vilket därmed gör slut på det tyska bondeuppror, som har varat sedan året före. Bondeledaren och reformatorn Thomas Müntzer blir tillfångatagen och torterad och trots att han avsäger sig sina radikala idéer blir han avrättad den 27 maj.
- 1702 – En stor brand utbryter i Uppsala, varvid bland annat forskaren Olof Rudbeck den äldres bibliotek förstörs, trots att den över 70-årige Rudbeck hjälper till med att göra vad han kan, för att rädda det. Även om Rudbeck snart presenterar en ny stadsplan för Uppsala har detta hårda slag gjort honom till en bruten man och han avlider fyra månader senare.
- 1789 – Då kung Gustav III genom införandet av Förenings- och säkerhetsakten den 21 februari samma år får rätt att bestämma antalet ledamöter i Sveriges riksråd har han satt antalet till noll. Därför låter han denna dag avskaffa denna institution, som har funnits åtminstone sedan 1200-talet och fungerat som Sveriges regering i 500 år. Som ersättning för riksrådet grundar han Rikets allmänna ärendens beredning, som tar över vissa av riksrådets tidigare områden, medan Högsta domstolen övertar andra. Beredningen existerar dock endast i drygt 50 år, eftersom den avskaffas genom departementalreformen 1840.
- 1800 – Den brittiske kungen Georg III blir utsatt för ett mordförsök av James Hadfield. Vid rättegången mot Hadfield blir denne dock frikänd från anklagelsen om högförräderi, då man kan påvisa att han är galen.
- 1860 – Den italienske enhetskämpen Giuseppe Garibaldis trupper besegrar en siciliansk armé i slaget vid Calatafimi på Sicilien. Detta blir Garibaldis första seger och den 27 maj kan han med sina trupper tåga in i Palermo, varefter de under sommaren kan erövra hela ön. Slaget blir avgörande på så vis att det för Garibaldi närmare ett enande av Italien och redan året därpå kan han utropa kungariket Italien.
- 1891 – Encyklikan Rerum novarum promulgeras av påve Leo XIII.
- 1908 – Internationella ishockeyförbundet (International Ice Hockey Federation; IIHF) grundas i Paris under namnet Ligue International de Hockey sur Glace (LIHG) av representanter från Belgien, Frankrike, Storbritannien, Schweiz och Böhmen och dess förste president blir den franske representanten Louis Magnus. Förbundets syfte är att samordna internationella ishockeytävlingar och standardisera sportens regler.
- 1914 – En konstindustri- och hantverksutställning invigs i Malmö och pågår fram till 4 oktober. Den uppvisar industri och hantverk från de dåvarande östersjöländerna Danmark, Ryssland, Sverige och Tyskland.
- 1919 – Under det pågående kriget mellan Grekland och Turkiet intar grekiska trupper den turkiska staden Smyrna. I freden i Sèvres året därpå beslutas det, att staden officiellt ska tillfalla Grekland, men sedan turkarna har återtagit den blir den efter krigets slut genom Lausannefreden 1923 åter turkisk.
- 1930 – Sjuksköterskan Ellen Church blir världens första flygvärdinna då hon medföljer på en flygning mellan de amerikanska städerna Oakland och Chicago.
- 1932 – Reaktionära grupper inom den japanska flottan genomför ett misslyckat försök till statskupp i Japan. De lyckas mörda den japanske premiärministern Tsuyoshi Inukai, men även om statskuppen misslyckas blir domarna mot de ansvariga milda, då de åtnjuter starkt folkligt stöd och kuppförsöket leder till att vissa lagar ändras och bereder vägen mot japansk demokrati.
- 1940
  - Nederländernas armé kapitulerar till tyskarna under den tyska invasionen av landet. Den nederländska regeringen och drottning Vilhelmina går i exil till Storbritannien, där de stannar under de fem år, som ockupationen varar.
  - Bröderna Dick och Mac McDonald öppnar världens första McDonald'srestaurang i San Bernardino i Kalifornien. Det dröjer dock till 1955 innan den första franchiserestaurangen under märket öppnas och det därmed blir en restaurangkedja.
- 1948 – Dagen efter att staten Israel har grundats anfaller Arabförbundet landet i hopp om att snabbt kunna utplåna det. Efter två månader har dock Israel besegrat sina fiender och när kriget officiellt avslutas 1949 är det med israelisk seger, även om vissa av landets fiender gör territoriella vinster.
- 1955 – Österrike uppnår full självständighet, tio år efter de allierades ockupation av landet efter andra världskrigets slut. Sedan kriget har landet, liksom Tyskland, varit ockuperat av de fyra segrarmakterna Frankrike, Storbritannien, USA och Sovjetunionen, eftersom det före och under kriget var en del av Tyskland. Sedan Österrike har gått med på att anta strikt neutral utrikespolitik enas dock alla fyra ockupationsmakter om att återge landet dess självständighet, till skillnad från Tyskland, som har blivit delat i två stater och där den östra delen är en av Sovjets satellitstater.
- 1960 – Sovjetunionen skjuter upp satelliten Korabl-Sputnik 1 (i väst känd som Sputnik 4, då det är landets fjärde satellit), två och ett halvt år efter uppskjutningen av den första (Sputnik 1). Detta blir den första satelliten i det sovjetiska Vostokprogrammet och även om denna är obemannad blir den en förelöpare till den första bemannade satelliten, som skjuts upp 12 april året därpå.
- 1970 – Ishockeyföreningen IF Björklöven bildas i Umeå efter en sammanslagning av Sandåkerns SK och IFK Umeå.
- 1971 – Sveriges första pridedemonstration hålls i Örebro av den lokala föreningen Gay Power Club, för att demonstrera för homosexuellas rättigheter. Ett av kraven, som framförs under paraden är att ”två av samma kön ska få gifta sig med varandra”. Det dröjer dock till slutet av 1990-talet, innan pridedemonstrationer och -festivaler blir vanliga (med Stockholm Pride som största attraktion från och med 1998) och till 2009, innan äktenskap mellan personer av samma kön blir tillåtna.
- 1972 – Den amerikanske presidentkandidaten och guvernören i Alabama George Wallace blir utsatt för ett mordförsök då han blir skjuten och träffas av fem skott. Han överlever attentatet, men blir förlamad från midjan och neråt och tvingas dra sig ur valet.
- 1974 – Tre medlemmar av Demokratiska fronten för Palestinas befrielse tar 85 skolungdomar och några vuxna, som är på skolresa, som gisslan i Ma’alot i norra Israel. Gisslantagarna kräver att flera arabiska politiska fångar ska friges, i utbyte mot att de låter gisslan leva. Efter att det israeliska Knesset har hållit krismöte och förhandlingarna med terroristerna har brutit samman stormar israelisk militär den skola, där ungdomarna är gisslan. I vad som går till historien som Ma'alot-massakern dödas dock 21 av ungdomarna och 60 såras av terroristerna, innan dessa blir ihjälskjutna. Som hämnd för massakern utför Israel dagen därpå bombningar av palestinska flyktingläger i södra Libanon, varvid 27 personer dödas och 138 såras.
- 1988 – Sovjetunionen inleder reträtten från Afghanistan, nästan ett årtionde efter att sovjetiska trupper inledde invasionen av landet i slutet av 1970-talet. Det sovjetiska tillbakadragandet kommer efter att Sovjet har förbundit sig till detta genom en FN-resolution, men det dröjer till den 15 februari året därpå, innan de sista sovjetiska trupperna har lämnat Afghanistan.

## Födda
- 1567 – Claudio Monteverdi, italiensk tonsättare
- 1628 – Carlo Cignani, italiensk målare
- 1633 – Sébastien Le Prestre de Vauban, fransk ingenjörsofficer, marskalk 1703
- 1645 – George Jeffreys, 1:e baron Jeffreys, engelsk ämbetsman och jurist
- 1749 – Levi Lincoln, amerikansk demokratisk-republikansk politiker, USA:s justitieminister 1801–1804
- 1750 – Christian Jensen Lofthuus, norsk bonde och upprorsledare
- 1759 – Maria Theresia von Paradis, österrikisk musiker och tonsättare
- 1773 – Klemens von Metternich, österrikisk statsman, Österrikes utrikesminister 1809–1821 och statskansler 1821–1848
- 1807 – Carl Wilhelm Böttiger, svensk litteraturhistoriker och skald, ledamot av Svenska Akademien 1847–1878
- 1810 – Jacob Thompson, amerikansk demokratisk politiker, USA:s inrikesminister 1857–1861
- 1826 – Henri Mouhot, fransk naturforskare och upptäcktsresande
- 1841 – James Henderson Berry, amerikansk demokratisk politiker, guvernör i Arkansas 1883–1885 och senator för samma delstat 1885–1907
- 1845 – Ilja Metjnikov, rysk fysiolog, mottagare av Nobelpriset i fysiologi eller medicin 1908
- 1848 – Carl Wernicke, tysk neurolog och psykiater
- 1850 – Andrew H. Burke, amerikansk republikansk politiker, guvernör i North Dakota 1891–1893
- 1856 – L. Frank Baum, amerikansk journalist och författare, mest känd för romanen Trollkarlen från Oz
- 1859 – Pierre Curie, fransk fysiker, mottagare av Nobelpriset i fysik 1903
- 1860 – Ellen Wilson, amerikansk politikerhustru, USA:s första dam 1913–1914 (gift med Woodrow Wilson)
- 1864 – Vilhelm Hammershøi, dansk konstnär
- 1867 – Gustaf Eliasson, svensk grosshandlare och liberal politiker
- 1879 – Ernst Schultz, dansk friidrottare
- 1886 – Alfred Andersson i Munka-Ljungby, svensk tegelbruksarbetare och socialdemokratisk politiker
- 1891 – Michail Bulgakov, rysk författare
- 1893 – Stanley Lupino, brittisk skådespelare, författare och dramatiker
- 1895
  - Prescott Bush, amerikansk republikansk politiker och affärsman, senator för Connecticut 1952–1963, far till president George H.W. Bush och farfar till president George W. Bush
  - Astrid Zachrison, svensk kvinna och Sveriges bekräftat äldsta person någonsin
- 1898 – Léonie Bathiat, fransk modell och skådespelare med artistnamnet Arletty
- 1899 – Leonard B. Jordan, amerikansk republikansk politiker, guvernör i Idaho 1951–1955 och senator för samma delstat 1962–1973
- 1903 – Maria Reiche, tysk-peruansk matematiker och arkeolog
- 1905 – Joseph Cotten, amerikansk skådespelare
- 1907 – Thomas J. Dodd, amerikansk demokratisk politiker, senator för Connecticut 1959–1971
- 1908 – Lars-Erik Larsson, svensk tonsättare
- 1909
  - Cale Boggs, amerikansk republikansk politiker, guvernör i Delaware 1953–1960 och senator för samma delstat 1961–1973
  - James Mason, brittisk skådespelare
  - Rolf von Nauckhoff, svensk-tysk skådespelare
- 1910 – Constance Cummings, amerikansk skådespelare
- 1911
  - Max Frisch, schweizisk författare
  - Maj Törnblad, svensk skådespelare
  - Herta Oberheuser, tysk nazistisk läkare och krigsförbrytare
- 1920 – Nasrallah Sfeir, libanesisk kyrkoman, patriark av Antiochia i Syrisk-maronitiska kyrkan 1986–2011 och kardinal i katolska kyrkan 1994–2019
- 1925 – Jan-Öjvind Swahn, svensk folklorist och docent i etnologi
- 1926 – Peter Shaffer, brittisk författare, dramatiker och manusförfattare
- 1929 – Stig Gustavsson, svensk skådespelare
- 1936 – Egon Engström, svensk skådespelare
- 1937 – Madeleine Albright, tjeckisk-amerikansk demokratisk politiker, USA:s FN-ambassadör 1993–1997 och utrikesminister 1997–2001
- 1938
  - William A. Steiger, amerikansk republikansk politiker, kongressledamot 1967–1978
  - Inga Ålenius, svensk skådespelare
- 1943 – Michael Clapham, brittisk Labourpolitiker, parlamentsledamot 1992–2010
- 1946
  - Cecilia Hagen, svensk journalist och författare
  - Maj-Inger Klingvall, svensk socialdemokratisk politiker, statsråd 1996–2001 och Sveriges ambassadör i Moçambique 2003–2007
- 1948 – Brian Eno, brittisk musiker, medlem i Roxy Music
- 1949 – Ingegerd Björklund, svensk operasångare och författare
- 1951 – Frank Wilczek, amerikansk teoretisk fysiker, mottagare av Nobelpriset i fysik 2004
- 1952 – Chazz Palminteri, amerikansk skådespelare
- 1953 – Mike Oldfield, brittisk musiker, artist och kompositör
- 1955 – Lee Horsley, amerikansk skådespelare
- 1964 – Lars Løkke Rasmussen, dansk politiker, Danmarks statsminister 2009–2011 och 2015–2019, partiledare för Venstre 2009–2019
- 1966
  - Gianluca Buonanno, italiensk politiker, ledamot av deputeradekammaren 2008–2014 och ledamot av Europaparlamentet 2014–2016
  - Sofia Wistam, svensk programledare och producent
- 1968 – Cecilia Malmström, svensk statsvetare och folkpartistisk politiker, Sveriges EU-minister 2006–2010 och EU-kommissionär 2010–2019
- 1970 – Frank de Boer, nederländsk fotbollsspelare
- 1980 – Tilde Fröling, svensk skådespelare, programledare och fotomodell
- 1983 – Maggie Strömberg, svensk journalist
- 1987
  - Andy Murray, brittisk tennisspelare
  - Linda Sembrant, svensk fotbollsspelare, OS-silver 2016

## Avlidna
- 884 – Marinus I, påve sedan 882
- 1351 – Hemming Nilsson, svensk kyrkoman, ärkebiskop i Uppsala stift sedan 1341
- 1470 – Karl Knutsson, 60 eller 61, Sveriges marsk 1435–1438, rikshövitsman 1436–1438 och riksföreståndare 1438–1440 samt kung av Sverige 1448–1457, 1464–1465 och sedan 1467 samt av Norge 1448–1450
- 1591 – Dimitrij Ivanovitj, 8, rysk kronprins
- 1703 – Charles Perrault, 74, fransk författare, känd för sagosamlingen Gåsmors sagor
- 1806 – James Watson, 56, amerikansk federalistisk politiker, senator för New York 1798–1800
- 1837 – Gustaf af Wetterstedt, 60, svensk greve och statsman, Sveriges utrikesstatsminister sedan 1824, ledamot av Svenska Akademien sedan 1811
- 1879 – Gottfried Semper, 75, tysk arkitekt
- 1886 – Emily Dickinson, 55, amerikansk poet
- 1921 – Thomas B. Catron, 80, amerikansk republikansk politiker och jurist, senator för New Mexico 1912–1917
- 1924 – Paul Henri d'Estournelles de Constant, 71, belgisk diplomat och politiker, mottagare av Nobels fredspris 1909
- 1926 – Albert W. Gilchrist, 68, amerikansk demokratisk politiker, guvernör i Florida 1909–1913
- 1927 – Warren Tay, omkring 84, brittisk ögonläkare och kirurg
- 1929 – Joseph D. Sayers, 87, amerikansk demokratisk politiker, guvernör i Texas 1899–1903
- 1932 – Tsuyoshi Inukai, 77, japansk politiker, Japans premiärminister sedan 1931 (mördad)
- 1935 – Kazimir Malevitj, 56 eller 57, rysk målare, grundare av suprematismen
- 1937 – Philip Snowden, 1:e viscount Snowden, 72, brittisk Labourpolitiker, Storbritanniens finansminister 1924 och 1929–1931
- 1945 – Charles Williams, 58, engelsk författare
- 1946 – Karl Eberhard Schöngarth, 43, tysk SS-officer (avrättad)
- 1956 – Hermann Ludwig Blankenburg, 79, tysk kompositör
- 1966 – Alli Halling, 58, svensk skådespelare
- 1967 – Edward Hopper, 84, amerikansk målare
- 1972 – Maja Cederborgh, 86, svensk skådespelare
- 1983 – Hall S. Lusk, 99, amerikansk demokratisk politiker och jurist, senator för Oregon 1960
- 1986 – Elio de Angelis, 28, italiensk racerförare
- 1990 – Tage Thiel, 80, svensk författare och översättare
- 1994 – Gilbert Roland, 88, mexikansk-amerikansk skådespelare
- 1995 – Eric Porter, 67, brittisk skådespelare
- 2000 – Gösta Prüzelius, 77, svensk skådespelare
- 2003
  - June Carter Cash, 73, amerikansk countryartist
  - Rune Waldekranz, 91, svensk filmproducent, manusförfattare, författare och filmforskare
- 2007
  - Jerry Falwell, 73, amerikansk baptistpredikant, fundamentalistisk debattör och affärsman
  - Yolanda King, 51, amerikansk skådespelare och medborgarrättskämpe, dotter till Martin Luther King
- 2008
  - Willis E. Lamb, 94, amerikansk fysiker, mottagare av Nobelpriset i fysik 1955
  - Astrid Zachrison, 113, svensk kvinna och Sveriges bekräftat äldsta person någonsin
- 2009
  - Susanna Agnelli, 87, italiensk politiker, Italiens utrikesminister 1995–1996
  - John-Lennart Linder, 98, svensk barn- och ungdomsboksförfattare samt regissör
- 2010
  - Besian Idrizaj, 22, österrikisk fotbollsspelare
  - Bhairon Singh Shekhawat, 86, indisk politiker, vicepresident 2002–2007
  - Anne-Lie Kinnunen, 73, svensk sångare och skådespelare
- 2011
  - Pete Lovely, 85, amerikansk racerförare
  - Samuel Wanjiru, 24, kenyansk långdistanslöpare, OS-guld i maraton 2008
- 2012
  - Henry Denker, 99, amerikansk roman- och manusförfattare
  - Carlos Fuentes, 83, mexikansk författare och diplomat
  - Zakaria Mohieddin, 93, egyptisk politiker, Egyptens vicepresident 1961–1968 och premiärminister 1965–1966
- 2014 – Jean-Luc Dehaene, 73, belgisk kristdemokratisk premiärminister 1992–1999
- 2015 – Didi Petet, 58, indonesisk skådespelare
- 2017 – Ian Brady, 79, brittisk mördare
- 2020 – Claes Borgström, 75, svensk advokat, Sveriges jämställdhetsombudsman 2000–2007
- 2022 – Lars Hansson, 77, svensk skådespelare
- 2023 – Robert Lucas Jr., 85, amerikansk nationalekonom, mottagare av Sveriges riksbanks pris i ekonomisk vetenskap till Alfred Nobels minne 1995